# Escut de Serra de Daró
L'escut oficial de Serra de Daró té el següent blasonament:
Escut caironat: de gules, una serra d'argent amb la fulla d'or acompanyada a la punta d'una faixa ondada d'atzur rivetada d'argent. Per timbre, una corona mural de poble.

## Història
Va ser aprovat el 21 de juny del 1995 i publicat al DOGC el 12 de juliol del mateix any amb el número 2074.
Escut parlant referent al nom del poble: en efecte, representa una serra i el riu Daró.